# HD 108147
HD 108147 é uma estrela na constelação de Crux, localizada 0,93 segundos de arco a sul de Acrux. Com uma magnitude aparente de 7,00, é invisível a olho nu, mas pode ser vista facilmente com um binóculo ou telescópio pequeno. Apresenta uma paralaxe de 25,66 milissegundos de arco, o que corresponde a uma distância de aproximadamente 127 anos-luz (39,0 parsecs) da Terra. Sua magnitude absoluta é de 4,06.
HD 108147 tem um tipo espectral de F8/G0 V, o que significa é uma estrela da sequência principal de classe F ou G. Tem uma massa de 1,18 massas solares e raio de 1,16 raios solares. Sua atmosfera brilha com 1,76 vezes a luminosidade solar a uma temperatura efetiva de 6 260 K, o que lhe dá a coloração branco-amarela típica de estrelas de classe F. Tem uma metalicidade (a abundância de elementos além de hidrogênio e hélio) maior que a solar, com 151% da quantidade de ferro do Sol. É uma estrela jovem, com uma idade estimada em 600 milhões de anos.
Em 2000, foi anunciada a descoberta de um planeta extrassolar orbitando HD 108147. Essa descoberta foi feita pelo método da velocidade radial com uso do espectrógrafo CORALIE, localizado no Observatório La Silla, Chile, e foi publicada formalmente em 2002 no jornal Astronomy and Astrophysics. Esse planeta é um gigante gasoso com uma massa mínima de 0,261 vezes a massa de Júpiter. Orbita a estrela em uma órbita altamente excêntrica com um semieixo maior de 0,102 UA e período de 10,8985 dias.
| Planeta | Massa     | Semieixo maior (UA) | Período orbital (dias) | Excentricidade |
| ------- | --------- | ------------------- | ---------------------- | -------------- |
| b       | >0,261 MJ | 0,1020 ± 0,0059     | 10,8985 ± 0,0045       | 0,53 ± 0,12    |